# 新井信男

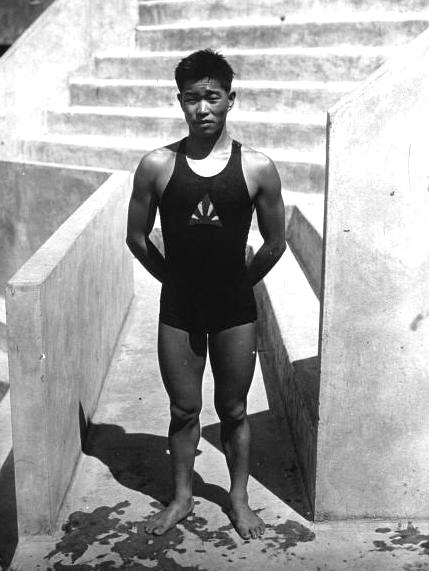
1924年

新井 信男（あらい のぶお、1909年（明治42年） - 1990年（平成2年）6月15日）は、日本の競泳選手。1928年アムステルダムオリンピック男子800m自由形リレー銀メダリスト。旧制同志社中学、早稲田大学専門部政治経済科卒業。京都武徳会所属。
1928年のアムステルダムオリンピック競泳男子800m自由形リレーで米山弘、佐田徳平、高石勝男とともに銀メダルを獲得。